# Eruzione dell'Etna del 122 a.C.
L'eruzione dell'Etna del 122 a.C. è stata la più grande eruzione esplosiva del vulcano Etna del periodo olocenico. Fu un'eruzione di tipo pliniano. 
Il magma emesso fu di tipo basaltico. I piroclasti emessi ricadendo nell'area costituita dal fianco sud-orientale
del vulcano arrecarono ingenti danni alla città romana di Catania. 
Il parere degli studiosi attribuisce a tale evento la nascita di una caldera sommitale detta il "Cratere del Piano". Essa costituisce il confine tra altre due formazioni denominate Pietracannone e Torre del Filosofo. I bordi della detta caldera vengono individuati mediante lo studio della morfologia dell'area tra Torre del Filosofo e Punta Lucia alla quota di circa 2900 m s.l.m.. 
La nascita della caldera fu causa della distruzione di parte della precedente caldera denominata dell'Ellittico; precisamente il bordo a sud.
Nelle sue opere Strabone descrive in maniera piuttosto chiara le dimensioni dell'enorme caldera di collasso.
La caldera del Piano è stata progressivamente colmata dai prodotti eruttivi degli ultimi due millenni con formazione del "Cratere centrale".
La cenere vulcanica fu così copiosa da produrre danni serissimi alla città di Catania e coprì pure l'acropoli di Paternò; molte case crollarono sotto il peso eccessivo della sabbia vulcanica accumulatasi sui tetti. A causa dei danni subiti dalle coltivazioni etnee il Senato romano emanò un provvedimento con cui la città venne esentata dal pagamento di tasse per un decennio. 
L'evento è ricordato da Cicerone nel De natura deorum; secondo quanto riferisce vi furono tenebre intense per due giorni.